# Джавлуш
Джавлу́ш (укр. Джавлуш, крымскотат. Cavluş, Джавлуш) — исчезнувшее село в Белогорском районе Республики Крым, на территории Зыбинского сельсовета. Располагалось на севере района, на юге степной зоны Крыма, в теряющейся в степи безымянной балке, примерно в 4,5 км к юго-западу от современного села Мельники.

## История
Первое документальное упоминание села встречается в Камеральном Описании Крыма… 1784 года, судя по которому, в последний период Крымского ханства Джаулуш входил в Карасубазарский кадылык Карасубазарского каймаканства. После присоединения Крыма к России (8) 19 апреля 1783 года, (8) 19 февраля 1784 года, именным указом Екатерины II сенату, на территории бывшего Крымского Ханства была образована Таврическая область и деревня была приписана к Симферопольскому уезду. После Павловских реформ, с 1796 по 1802 год, входила в Акмечетский уезд Новороссийской губернии. По новому административному делению, после создания 8 (20) октября 1802 года Таврической губернии, Джавлуш был включён в состав Табулдинской волости Симферопольского уезда.
По Ведомости о всех селениях в Симферопольском уезде состоящих с показанием в которой волости сколько числом дворов и душ… от 9 октября 1805 года в деревне Джавлуш числилось 19 дворов и 87 жителей, исключительно крымских татар.
На военно-топографической карте 1817 года генерал-майора Мухина Джавлуш обозначен как 2 деревни: Чавлыш-Пагаэли и Чавлыш-Челеби с 14 дворами в обеих. После реформы волостного деления 1829 года деревню Джавлум, согласно «Ведомости о казённых волостях Таврической губернии 1829 года», отнесли к Айтуганской волости (преобразованной из Табулдынской). На карте 1836 года в обозначены деревни Биюк-Явлуш с 12 и Кучук-Явлуш дворами, а на карте 1842 года обе обозначены условным знаком «малая деревня», то есть, менее 5 дворов
В 1860-х годах, после земской реформы Александра II, деревню приписали к Зуйской волости. В «Списке населённых мест Таврической губернии по сведениям 1864 года», составленном по результатам VIII ревизии 1864 года, Джавлум — владельческая татарская деревня с 15 дворами, 65 жителями и мечетью при колодцахъ. По обследованиям профессора А. Н. Козловского начала 1860-х годов, в селении имелись колодцы глубиной 2 сажени, все с солёной водой. На трёхверстовой карте Шуберта 1865—1876 года в деревне Биюк-Яавлуш обозначено 12 дворов. В «Памятной книге Таврической губернии 1889 года» по результатам Х ревизии 1887 года записан Джавлуш с 11 дворами и 51 жителем. На подробной военно-топографической карте 1892 года в Джавлуше обозначены 18 дворов с болгарским населением.
После земской реформы 1890 года, Джавлуш отнесли к Табулдинской волости. Согласно «…Памятной книжке Таврической губернии на 1892 год», в деревне Джавлуш, входившей в Айтуганское сельское общество, числилось 59 жителей в 10 домохозяйствах, все безземельные. Сохранился документ о выдаче ссуды неким Алтунджи, Ставро, Рейнке под залог имения при деревне Джавлуш от 1898 года. В «…Памятной книжке Таврической губернии на 1902 год» записаны деревня Джавлуш (немецкий) и имение Константина Алтунджи того же названия — оба без населения. По Статистическому справочнику Таврической губернии. Ч.II-я. Статистический очерк, выпуск шестой Симферопольский уезд, 1915 год, в Табулдинской волости Симферопольского уезда числились деревня Джавлуш и экономия Рейке С. В. того же названия числилось 12 дворов со смешанным населением в количестве 131 человека только «посторонних» жителей, из которых 83 мужчины и 48 женщин. В экономии числилось 3990 десятин удобной земли. В хозяйстве имелось 16 лошадей, 148 волов, 17 коров и 10 голов мелкого скота.
После установления в Крыму Советской власти, по постановлению Крымревкома от 8 января 1921 года была упразднена волостная система и село вошло в состав вновь созданного Карасубазарского района Симферопольского уезда, а в 1922 году уезды получили название округов. 11 октября 1923 года, согласно постановлению ВЦИК, в административное деление Крымской АССР были внесены изменения, в результате которых округа ликвидировались, Карасубазарский район стал самостоятельной административной единицей и село включили в его состав. Согласно Списку населённых пунктов Крымской АССР по Всесоюзной переписи 17 декабря 1926 года, в селе Джавлуш, Мушашского сельсовета Карасубазарского района, числилось 22 двора, из них 21 крестьянский, население составляло 116 человек, из них 88 русских, 15 армян, 12 болгар, 1 татарин. В последний раз в доступных источниках Джавлуш встречается на карте 1936 года.

### Динамика численности населения
| - 1805 год — 87 чел. - 1864 год — 65 чел. - 1889 год — 51 чел. - 1892 год — 59 чел. | - 1902 год — 0 чел. - 1915 год — 0/131 чел. - 1926 год — 116 чел. |